# García Noblejas (métro de Madrid)
García Noblejas est une station de la ligne 7 du métro de Madrid, en Espagne. Elle est établie sous la rue Luis Campos, à l'intersection avec l'avenue de l'Institution libre d'enseignement, entre les arrondissements de Ciudad Lineal et San Blas-Canillejas.

## Situation sur le réseau
La station se situe entre Ascao à l'ouest et Simancas à l'est.

## Histoire
La station est ouverte aux voyageurs le 17 juillet 1974, lors de la mise en service de la première section de la ligne 7 entre Pueblo Nuevo et Las Musas. La station doit son nom à la rue des Frères García Noblejas (calle de los Hermanos García Noblejas), évoquant une famille franquiste. En 2017, en vertu de la loi sur la mémoire historique, elle est rebaptisée avenue de l'Institution libre d'enseignement (avenida de la Institución Libre de Enseñanza) mais le nom de la station n'est pas modifié.

## Services aux voyageurs

### Accès et accueil
La station possède deux accès à chaque extrémité de la rue Luis Campos équipés d'escaliers et d'escaliers mécaniques, mais sans ascenseur.

### Intermodalité
La station est en correspondance avec les lignes d'autobus n°4, 28, 38, 48 et 70 du réseau EMT.